# Tři království Koreje
Tři státy (korejsky: Samguk) byly království Kogurjo, Pekče (též Päkče) a Silla, které zahrnovaly Korejský poloostrov a Mandžusko, od 1. století př. n. l. do 7. století n. l. Před i během období Tří království existovala na tomto území i jiná menší království a kmenové svazy, například Pujo, Kaja (též Karak nebo Kara), Východní Je, Okčo, atd.

## Historie
Za počátek období je tradičně považován rok 57 př. n. l., kdy království Saro (později Silla) na jihovýchodě poloostrova získalo autonomii od Čínské říše dynastie Chan. Kogurjŏ rozkládající se severně a jižně od řeky Jalu (čínské jméno, korejsky Amnŏk) získalo nezávislost na Číně v roce 37 př. n. l. Roku 18 př. n. l., uprchli dva princové Kogurja z prohrané bitvy a založili Päkče na jihozápadě poloostrova (dnešní Jižní Korea), jehož hlavní město bylo Hansŏng, později Ungdžin (dnešní Kŏngdžu) a nakonec Sabi (dnes Pujŏ). Království Kaja se odtrhlo od Päkče v 1. století n. l.
Konec dynastie Chan na začátku 3. století urychlil další vývoj Tří států. Všechna království sdílela stejnou kulturu. Šíření konfucianismu v korejské vyšší společnosti pokračovalo již od 1. století n. l. Později byl zcela vytlačen buddhismem.

## Kogurjo
největší ze tří, mělo dvě hlavní města. Tchung-kou, charakteru spíše vojenského ležení, vystřídal 427 Pchjongjang. Království od počátku sousedilo s Čínou a dobývalo kousek po kousku stále vzdálenější části území Mandžuska a v roce 313 zničilo čínskou kolonii Nangnang (čínsky Lo-lang). Kulturní vliv Číny přetrvával do roku 372, kdy se do země dostal buddhismus. V roce 589 se dynastii Suej podařilo sjednotit Čínu a v roce 612 dosáhla čínská armáda o síle více než 300 000 mužů Pchjongjangu, kde byla vlákána do léčky početně mnohem slabší armádou generála Uldži Mun-doka a takřka celá pobita.

## Pekče
Ve 4. století Päkče prosperovalo a dominovalo celé jižní části poloostrova. V roce 384 se zde stal buddhismus státním náboženstvím. Období největšího rozmachu skončilo v roce 475, kdy bylo hlavní město Hansŏng obsazeno Kogurjem.

## Silla
Je známo, že po přejmenování království Saro na Silla 503, jím bylo pohlceno během první poloviny 4. století celé království Kaja. Hlavním městem Silly byl Kŭmsŏng (nyní Kjongdžu). Buddhismus se zde stal oficiálním náboženstvím v roce 528.
Ve spojenectví s čínskou říší dynastie Tchang, stát Silla v roce 668 obsadil Kogurjŏ, když předtím roku 660 dobyl Päkče. Tím končí období Tří států a začíná období Sjednocené Silly.
Názvy „Samguk“ nebo „Tři státy“ byly použity v názvech korejských klasických textů Samguk Sagi a Samguk Yusa.